# St. Laurentius (Bubach-Calmesweiler)

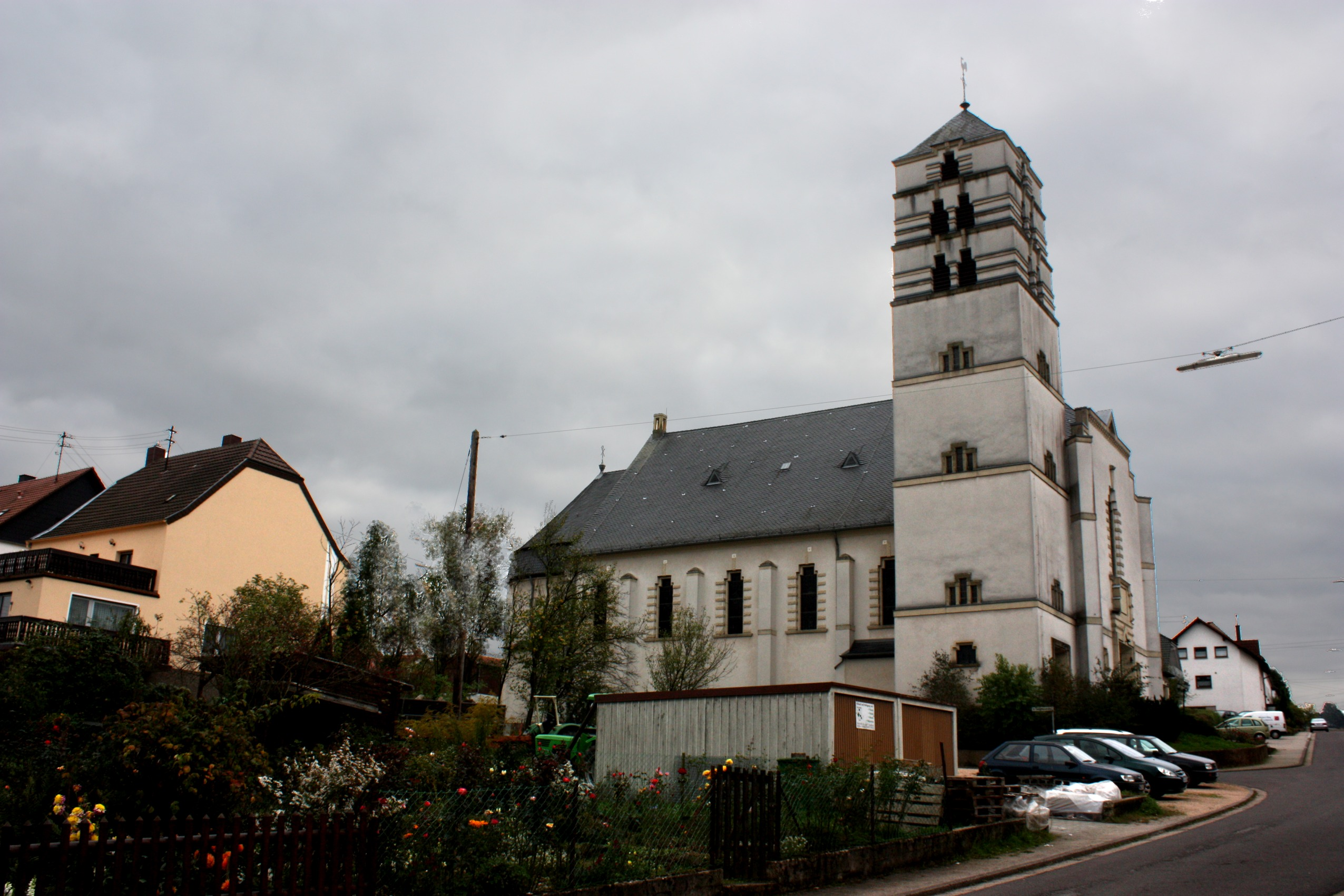
Die St. Laurentius-Kirche in Bubach-Calmesweiler

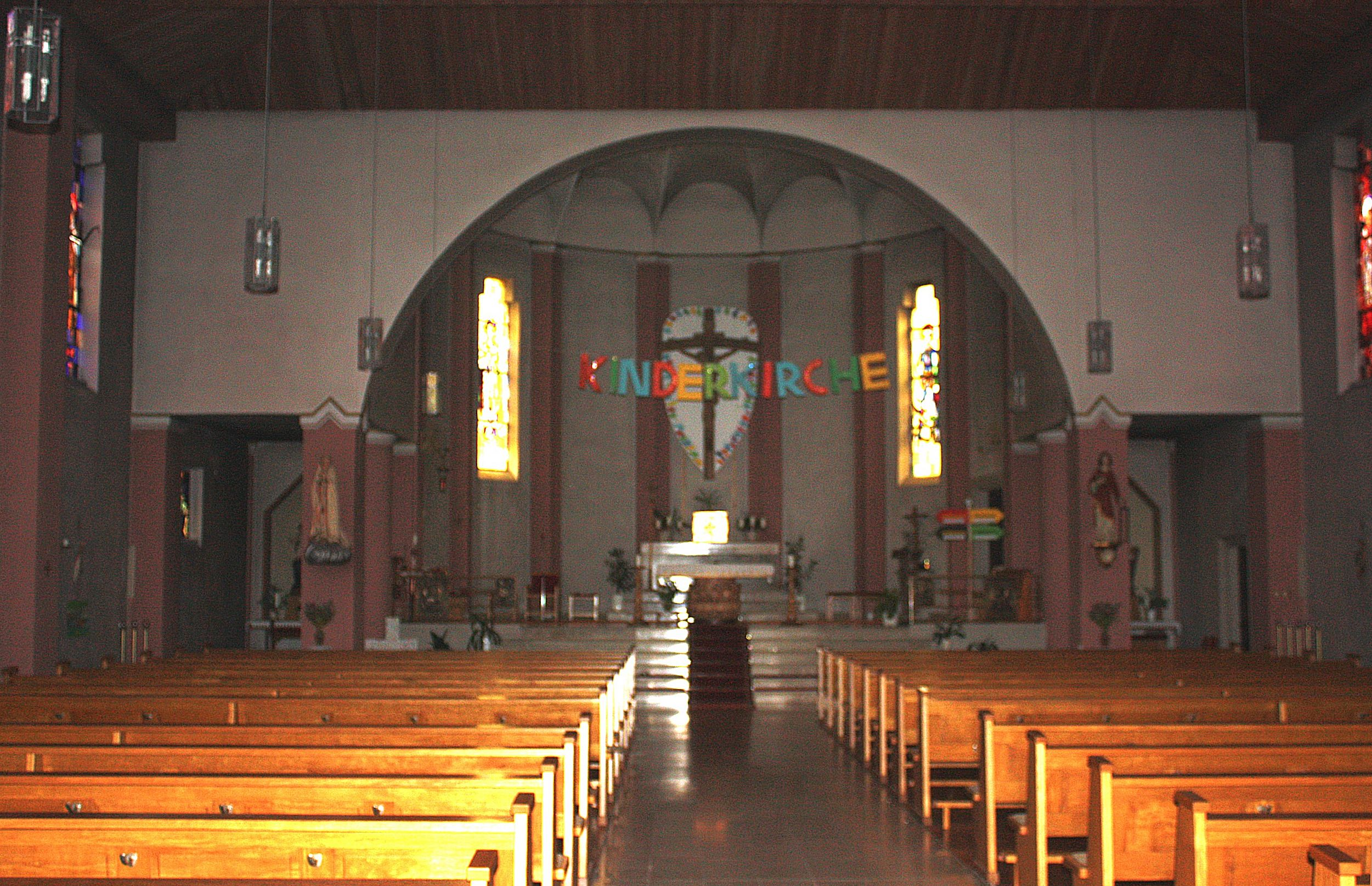
Blick ins Innere der Kirche

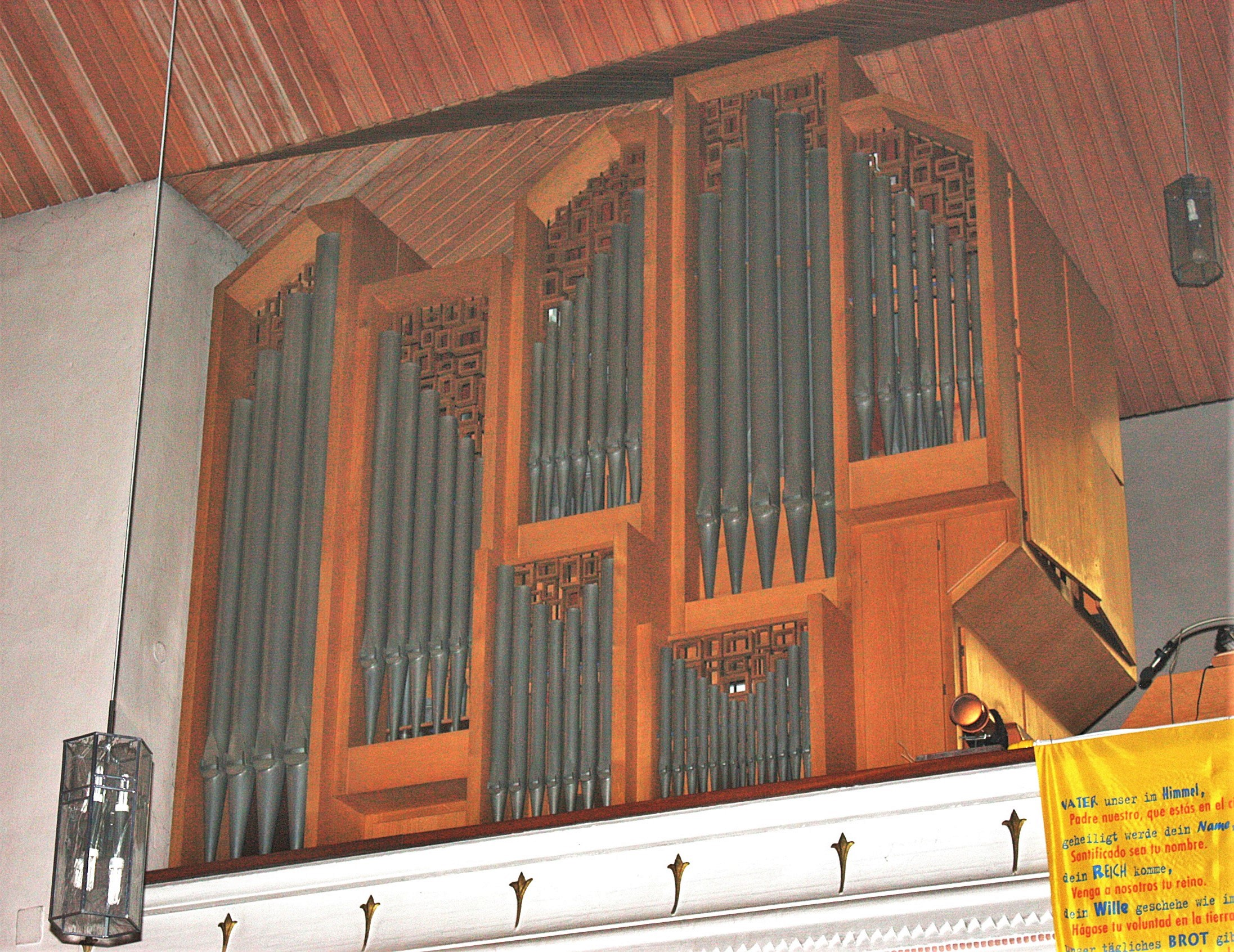
Prospekt der Mayer-Orgel

Die Kirche St. Laurentius ist eine römisch-katholische Kirche in Bubach-Calmesweiler, einem Ortsteil der  saarländischen Gemeinde Eppelborn, Landkreis Neunkirchen. Sie trägt das Patrozinium des heiligen Laurentius.  In der Denkmalliste des Saarlandes ist das Kirchengebäude als Einzeldenkmal aufgeführt.

## Geschichte
Der Bau der Kirche erfolgte in den Jahren 1927 bis 1928 nach Plänen der Architektengemeinschaft Ludwig Becker und Anton Falkowski (Mainz).  Für die Ausführung der Bauarbeiten zeichnete Bauunternehmer Firma Maar (Dirmingen) verantwortlich.  Die Steinhauerarbeiten führte die Firma Gellen (Fraulautern) durch. Auf Grund von Fehlberechnungen traten bereits kurz nach Fertigstellung des Kirchengebäudes erste Baumängel auf. Wegen der Baumängel und Kriegsschäden erfolgte 1949 eine zeitweilige baupolizeiliche Schließung der Kirche. Von 1949 bis 1954  wurden Restaurierungs- und Umbaumaßnahmen durchgeführt, die die Decke und die Fenster in der Chorrückwand betrafen. In den 1970er Jahren erfolgten weitere Restaurierungen.
Im Rahmen der Zusammenfassung der drei bis dahin selbständigen Pfarreien von Bubach (St. Laurentius), Calmesweiler (St. Pius) und Eppelborn (St. Sebastian) zur Pfarrei und Kirchengemeinde St. Sebastian Eppelborn  mit Wirkung zum 1. Januar 2008, wurde die Kirche St. Laurentius zur sogenannten „Kinderkirche“, in der Gottesdienste gehalten werden, die sich besonders an Kinder und junge Familien richten.
Seit dem 1. September 2011 gehört die Pfarrei und Kirchengemeinde St. Sebastian Eppelborn zusammen mit der Pfarrei Eppelborn (Dirmingen) St. Wendalinus zur Pfarreiengemeinschaft Eppelborn-Dirmingen im Dekanat Illingen.

## Ausstattung
Die Orgel der Kirche wurde 1981 von der Orgelbaufirma Hugo Mayer (Heusweiler) erbaut. Das Instrument verfügt über 19 Register, verteilt auf 2 Manuale und Pedal. Die Spieltraktur ist mechanisch, die Registertraktur ist elektrisch. Seit längerem wird die Orgel nicht mehr genutzt, da es aufgrund eines Defektes außer Betrieb ist. Um die Gottesdienste dennoch musikalisch begleiten zu können, wurde ein elektronisches Instrument der Firma Johannus aufgestellt.